# Маус (замък)
Замъкът Маус (на немски: Burg Maus – означава Миши замък) е укрепен замък, построен в близост до селото Велмих, Германия. Той се намира на източната страна на Рейн, северно от замъка Катц (Котешки замък) в Сакнт Гоарсхаузен и срещу замъка Рейнфелс.
Построяването на замъка започва през 1356 г. от архиепископ от Трир Хоемнод II и продължава и през следващите години от наследниците на Трир. Конструирането на замъка е с цел да подсили новите владения на Трир в Рейн и да подсигури границата му с графовете Катценелнбоген (строителите на замък Катц и Рейнфелс).
За разлика от съседните замъци, замъкът Маус никога не е унищожаван, въпреки че остава забравен през 16-и и 17 век. Реставрационни работи по замъка започват между 1900 и 1906 г. от архитекта Вилхелм Гертнер, който отдава изключително внимание на историческите детайли. По време на Втората световна война замъкът претърпява бомбардировки, след което е възстановен.
Днес замъкът Маус притежава птичарник, който е дом на соколи и орли, а демонстрации по летене за посетителите се правят от началото на март до края на октомври.

## Имена
Според местния фолклор, името Маус идва от подигравките на графовете на Катценелнбоген, които по време на 30-годишния строеж казват, че замъкът е мишката, която ще бъде изядена от котката на Катценелнбоген (Katze, котка). Оригиналното име е Петерзек. Замисълът да се построи подобен замък на левия бряг никога не бил осъществен.
Други имена, с които замъкът е познат, са Турнберг (или Турмберг).